# Buona notte amore!
Buona notte amore! (Make a Wish) è un film del 1937 diretto da Kurt Neumann.